# Loxosceles boneti
Espèce
Loxosceles boneti est une espèce d'araignées aranéomorphes de la famille des Sicariidae.

## Distribution
Cette espèce se rencontre au Mexique au Guerrero, au Morelos et au Puebla et au Salvador,.

## Description
Le mâle holotype mesure 8,3 mm et la femelle 8,6 mm.

## Étymologie
Cette espèce est nommée en l'honneur de Federico Bonet Marco.

## Publication originale
- Gertsch, 1958 : The spider genus Loxosceles in North America, Central America, and the West Indies. American Museum novitates, no 1907, p. 1-46 (texte intégral).